# Guess Why
Guess Why – rockowy zespół założony we wrześniu 1993 w Buku koło Poznania przez Przemysława ‘Perłę’ Wejmanna (gitara, głos, teksty) oraz Romana ‘Kostka’ Kostrzewskiego (perkusja), grających jednocześnie w metalowej grupie Repostor. Po paru dniach skład nowo powstałej grupy uzupełnili basista Paweł ‘Paulus’ Czubek z zespołu Delirium Tremens oraz Piotr ‘Piciu’ Przybylski (klawisze, chórki).

## Historia
Pierwsze dwa lata działalności to liczne próby i wiele koncertów u boku różnych zespołów na terenie całego kraju. Pierwsze zetknięcia za sceną przeplatały się z poszukiwaniami muzycznymi na próbach. Zarzucono wszelkie sztywno narzucone bariery i ograniczenia metalowo-punkowe, jakie dominowały w innych zespołach, poszukując nowych form wyrazu.
W październiku 1995 r. grupa wystąpiła w Hanowerze na festiwalu Rock For Jobs. Zaraz po powrocie zespół zagrał w kraju cykl koncertów, wspierając zespół Apatia.
W listopadzie 1995 ukazała się debiutancka kaseta Gift, wydana przez wytwórnię Mami Tapes z Poznania. W maju 1996 Guess Why zajął pierwsze miejsce na ogólnopolskim Rock Spring Festival w Nowej Soli. W ciągu następnego roku grupa angażowała się w dalsze koncertowanie w całej Polsce, m.in. ze Sweet Noise.
W lutym 1997 Guess Why otrzymał wsparcie od domu kultury w Opalenicy, gdzie zaczął odbywać próby i działać przy Agencji Artystycznej Taklamakan.
We wrześniu 1997 zespół został zakwalifikowany do występu w ramach ogólnoeuropejskiego festiwalu European Rock Prize – Ateny ’97 (Grecja). Grupa znalazła się w gronie 10 zespołów wybranych z 480 kaset nadesłanych z całej Europy. Występ zespołu, który odbył się w amfiteatr ze Lycabettus Theatre przy pełnej widowni – 5000 osób stanowił jednocześnie support dla gwiazdy wieczoru – All Star Band (m.in. Mick Taylor – ex The Rolling Stones, Alvin Lee, Snowhy White, John Mayal, Jeff Allen), a sam wyjazd był dużą motywacją do dalszego działania.
W listopadzie 1997, podczas corocznego Festiwalu Rock & Rollaa w Szczecinie, Guess Why wygrał jedną z głównych nagród – darmową sesję nagraniową w szczecińskim studiu Cosmos. Drugim listopadowym osiągnięciem było zajęcie II miejsca na festiwalu Wolna Scena Rocka w Krakowie.
W czerwcu 1998, zespół wziął udział w trasie Varran Z Comodo Tour '98 jako support dla grupy Acid Drinkers. Pozostała część roku minęła na przygotowaniach do nagrania debiutanckiego albumu.
W październiku 1998 Perła (gitara, wokal) dołączył do Acid Drinkers, zastępując Litzę (który zdecydował się odejść z zespołu), nie miało to jednak negatywnego wpływu na działalność Guess Why, wręcz odwrotnie, nagle dużo ludzi zwróciło na niego uwagę.
Przełom stycznia i lutego 1999 minął na nagrywaniu debiutanckiego albumu, zatytułowanego Coffee Time, wydanego przez Metal Mind Productions. Został on nagrany w sali prób Taklamakanu oraz w Larronerma Recording Institute w Poznaniu, pod okiem Jacka Chraplaka i wydany w marcu 1999 roku.
W ciągu następnych dwóch lat zespół skupił się na tworzeniu nowego materiału. Oprócz regularnych prób odbyło się kilka koncertów z udziałem Guess Why.
Pomiędzy kwietniem a sierpniem 2001 roku zespół nagrał swój drugi krążek zatytułowany Road to the Horizon. Oficjalna premiera przypadła na 30 października 2001 roku. Wydawcą ponownie została firma Metal Mind Records. Rejestracji dokonano: w kinie Wielkopolanin w Buku, w sali prób opalenickiego Taklamakanu oraz w Studio L.R.I. w Poznaniu. Realizatorem i producentem był Jacek Chraplak oraz sam zespół. W międzyczasie do grupy osób działających pod szyldem GW dołączył Jacek Miłaszewski – realizator dźwięku oraz „łącznik” zespołu z internetem, nieoficjalnie przyjaciel wspierający psychicznie muzyków. Kilka miesięcy później Tako przyczynił się do spotkania Guess Why z Maciejem Makowiczem, który wkrótce został menadżerem zespołu. W lutym 2002 płyta Road to the Horizon została nagrodzona przez czytelników CGM 30TON tytułem płyty roku 2001 w kategorii „hard&heavy”. W kwietniu 2002 roku zespół odebrał statuetkę Fryderyka w kategorii „heavy metal”, co było dowodem uznania tej płyty również przez branżę muzyczną. W latach 2002–2003 zespół zagrał kilkadziesiąt koncertów w całej Polsce, na których został bardzo ciepło przyjęty przez publiczność.
Rok 2004 zostaje niemal w całości poświęcony na przygotowanie i nagranie nowego materiału na trzecią płytę zatytułowaną The Plan of Escape. Płyta zostaje zarejestrowana w Studio Taklamakan w Opalenicy. Realizatorem nagrań i producentem muzycznym płyty był Przemysław „Perła” Wejmann, a materiał miksował razem z Jackiem Miłaszewskim. Na krążku znalazło się 11 premierowych utworów. Na płycie pojawiło się dwóch gości: Grzegorz „Guzik” Guziński znany przede wszystkim z zespołów Flapjack i Homosapiens oraz Mariusz „Gobas” Szypura (Silver Rocket i ex Happy Pills).
Zawartość muzyczna znacznie różni się od dotychczasowych dokonań grupy, aczkolwiek zmiany nie są bardzo radykalne. Na płycie pojawiło się dużo więcej melodii, śpiewanych wokali i rytmów bardziej przystępnych niż poprzednio. Brzmienie całości jest surowsze i cięższe.
Album ukazał się 29 listopada 2004 r. nakładem Metal Mind Records.
13 września 2007 roku zespół Guess Why oficjalnie zawiesił działalność.

## Dyskografia
- 1995 Gift
- 1999 Coffee Time
- 2001 Road to the Horizon[3]
- 2004 The Plan of Escape[4]